# Drijfmest

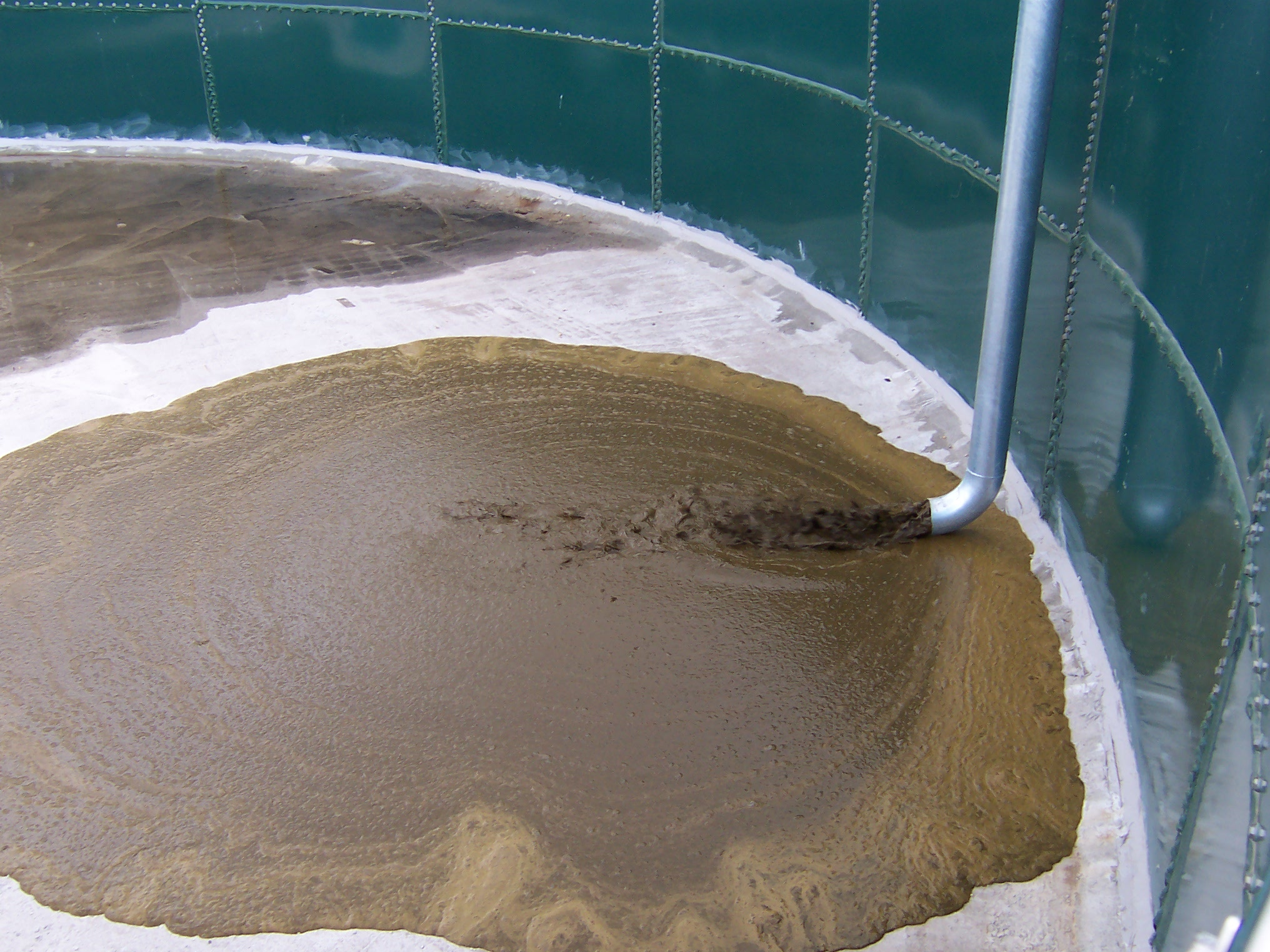
Drijfmest wordt in een open mestput gebracht.

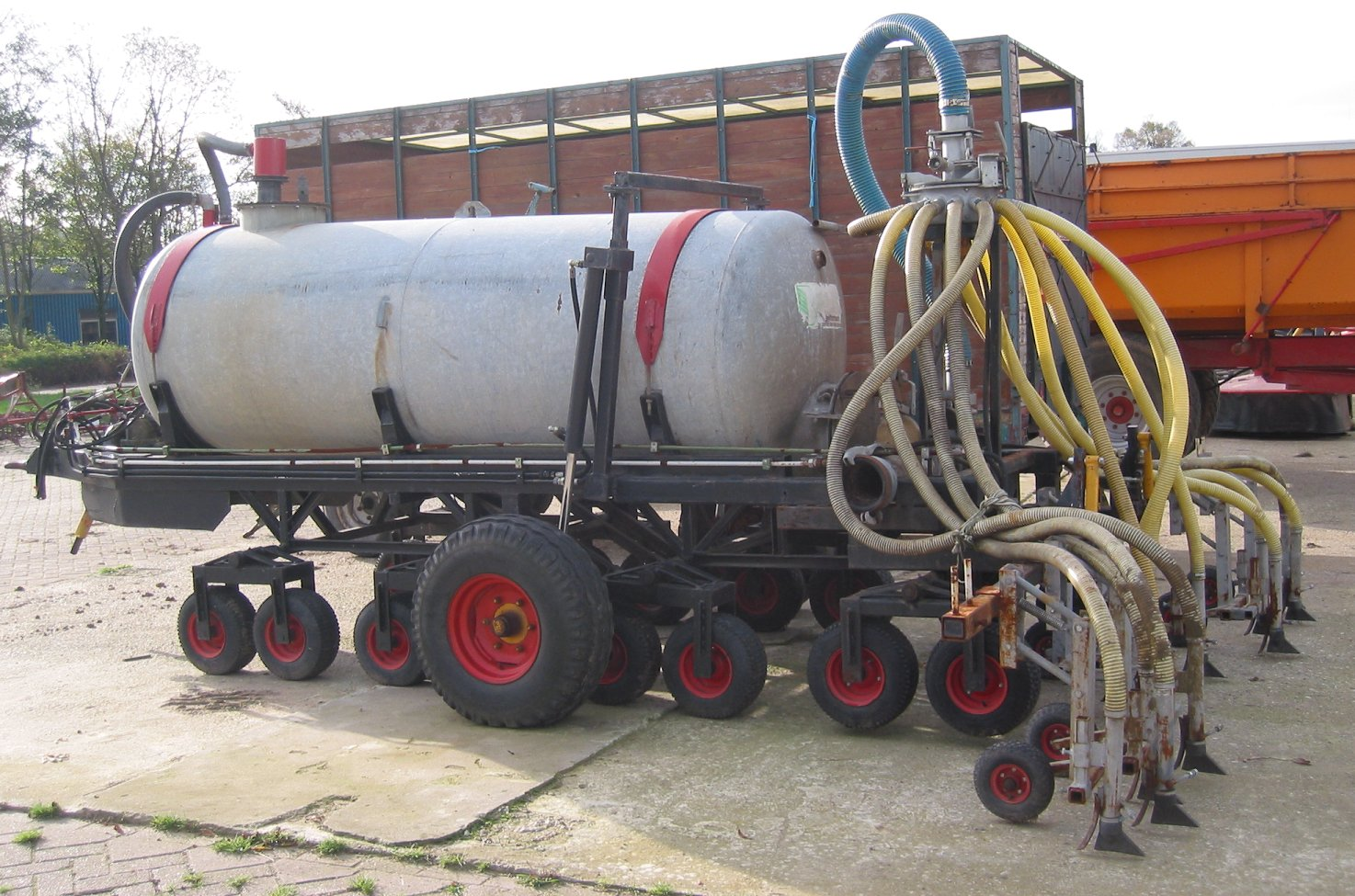
Een drijfmesttank uitgerust met een sleufkouter.

Drijfmest of mengmest (ook aalt, soms aal) is een vloeibare meststof die bestaat uit een combinatie van dierlijke uitwerpselen, vloeibare mest (gier), en eventueel water. 
Vroeger werd de vaste stalmest (met stro) op een mesthoop apart gehouden van de gier die in een gierkelder werd verzameld. Om arbeid te besparen is men veelal overgegaan op de opslag van drijfmest in een mestput. 
De dieren kunnen verblijven in een stal met een roostervloer of een dichte vloer. Bij een roostervloer vallen alle uitwerpselen door de roosterspleten in de mestput en bij een dichte vloer wordt door een meestal automatisch werkende mestschuif regelmatig de mest in de mestput geschoven.

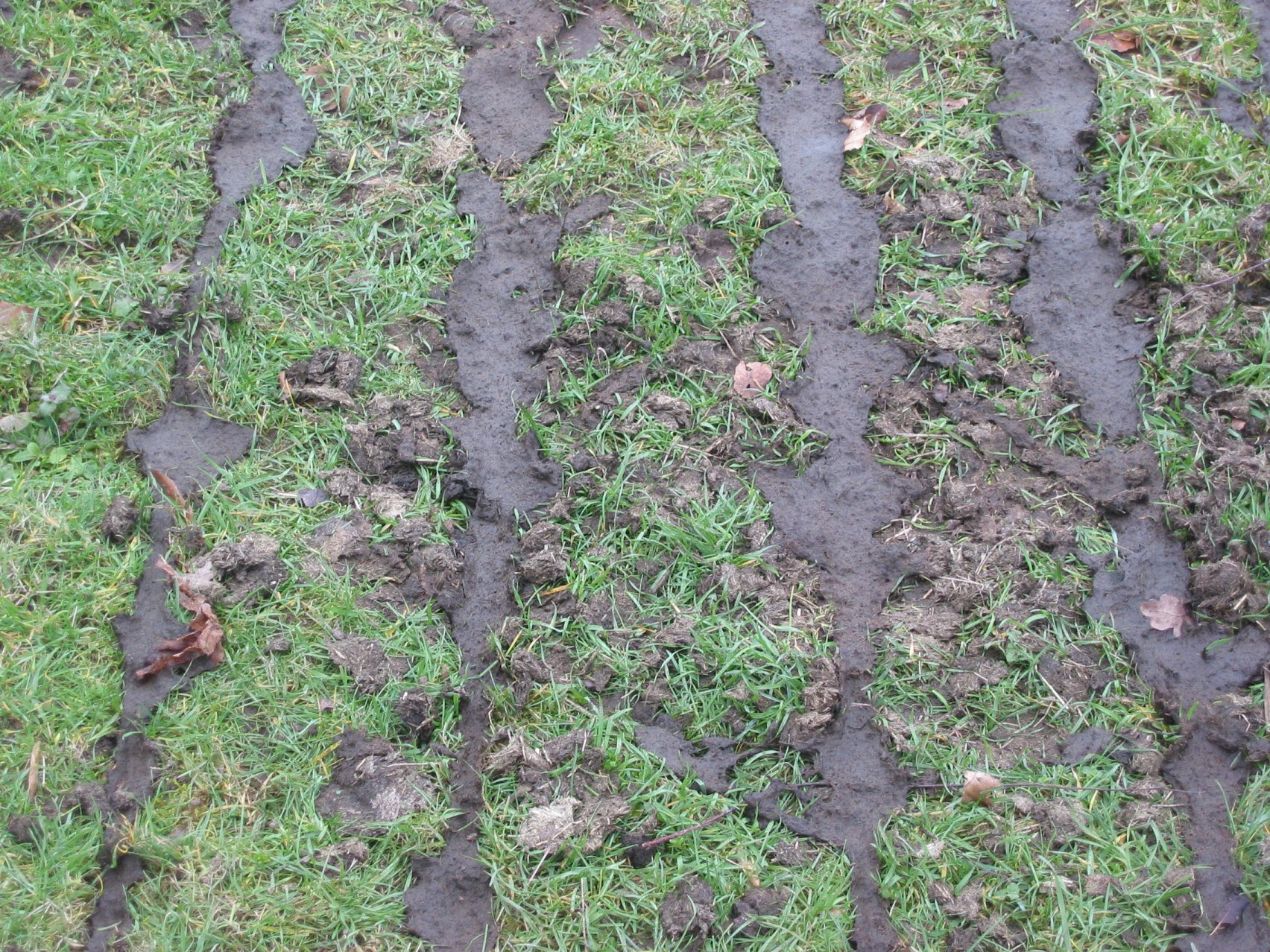
Drijfmest aangebracht op een grasland aan de hand van een sleufkouterbemester.

In Nederland is er sinds 2006 nieuwe wetgeving voor de opslag en aanwending van drijfmest van kracht. 
Door gebruik te maken van een drijfmesttank kan landbouwgrond bemest worden met drijfmest. Op grasland moet drijfmest emissiearm aangewend worden door bijvoorbeeld gebruik te maken van een drijfmestinjecteur. Op akkerland moet drijfmest met een bouwlandinjecteur uitgereden worden. Vroeger mocht dit zonder injecteur mits het direct daarna wordt ondergewerkt.